# ヒロハコンロンソウ
ヒロハコンロンソウ（広葉崑崙草、学名: Cardamine appendiculata）は、アブラナ科タネツケバナ属の多年草。別名、タデノウミコンロンソウ。全草がやわらかい。

## 特徴
根茎は径1-4mmで白く、地中を水平に伸ばす。茎は直立し、無毛で稜があり、ややジグザグに曲がり、上部でわずかに分枝して高さ30-60cmになる。葉は数個が互生し、長い葉柄があり、葉柄の基部が小さい耳状に広がって茎を抱く。葉身は奇数羽状複葉になり、小葉はふつう5個でまれに7個あり、卵形から卵状楕円形で長さ3-9cm、幅1-4.5cm、先端は鋭頭、縁に粗く浅い切れ込み状の鋸歯があり、基部はややとがる。小葉の表面と縁、葉軸に細毛が生え、裏面は無毛になる。
花期は5-7月。茎先に総状花序をつけ、白色の十字形の4弁花を10数個つける。萼片は長卵形で緑色、花弁の半分の長さになる。花弁は長卵形で、基部は細くなり、長さ7-9mm。雄蕊は6個のうち4個が長い。雌蕊は1個。果実は長角果でまばらにつき、線形で無毛、長さ2-3cm、径1.5-1.8mmになり、先端に長さ3-6mmの細い残存花柱がある。果柄は開出する。長角果が熟すると果皮が2片に裂開し、種子を弾き飛ばす。種子は長さ約2mmになり、翼はない。

## 分布と生育環境
日本固有種。本州の中部地方、関東地方西部、東北地方南部、近畿地方に分布し、山地の渓流沿いの、半ば日陰となる水湿地に生育する。

## 名前の由来
和名ヒロハコンロンソウは、「広葉崑崙草」の意。和名、Hiroha-konronsō,「ひろはこんろんさう」は、植物学者矢田部良吉 (1892) による命名。これは、Cardamine appendiculata Franch. et Sav. (1878) を、矢田部が Cardamine macrophylla Willd. var. appendiculata Yatabe (1892) とした際に、同変種の和名としてつけたもの。別名のタデノウミコンロンソウは、「蓼の湖崑崙草」の意で、栃木県奥日光の日光湯元温泉近くの蓼の湖で見つかられたのでいう。
種小名（種形容語）appendiculata は、「附属物のある」の意味。

## 種の保全状況評価
国（環境省）のレッドデータブック、レッドリストでの選定はない。都道府県のレッドデータ、レッドリストの選定状況は次の通り。山形県-絶滅危惧II類(VU)、石川県-絶滅危惧II類(VU)、三重県-絶滅危惧IA類(CR)、京都府-準絶滅危惧種、奈良県-絶滅危惧種、岡山県-絶滅危惧II類、熊本県-絶滅危惧IA類(CR)。

## 利用
同属のコンロンソウ同様、若葉や茎先を細かく切って軽くゆでて、おひたし、わさびをきかした和風ドレッシングかけ、バター炒めなどとして食す。植物生態学者で『食べられる野生植物大事典』の著者である橋本郁三は、「咲き始めの蕾を，茎先ごと摘み集め，塩湯をさっとくぐらせ，水をきって一夜漬けにすると美味」としている。

## 分類
同属のコンロンソウ C. leucantha に似る。同種の小葉は長楕円状披針形で先端は鋭くとがり、小葉の両面に毛が生え、葉柄の基部は耳状にならず茎を抱かない。一方、ヒロハコンロンソウの小葉は卵形から卵状楕円形で先端はとがるが、比べるとやや円みがあり、幅がやや広く、小葉の表面にのみ毛が生え、葉柄の基部が耳状になって茎を抱く。同種と比べて、植物体にほとんど毛がない。

## ギャラリー

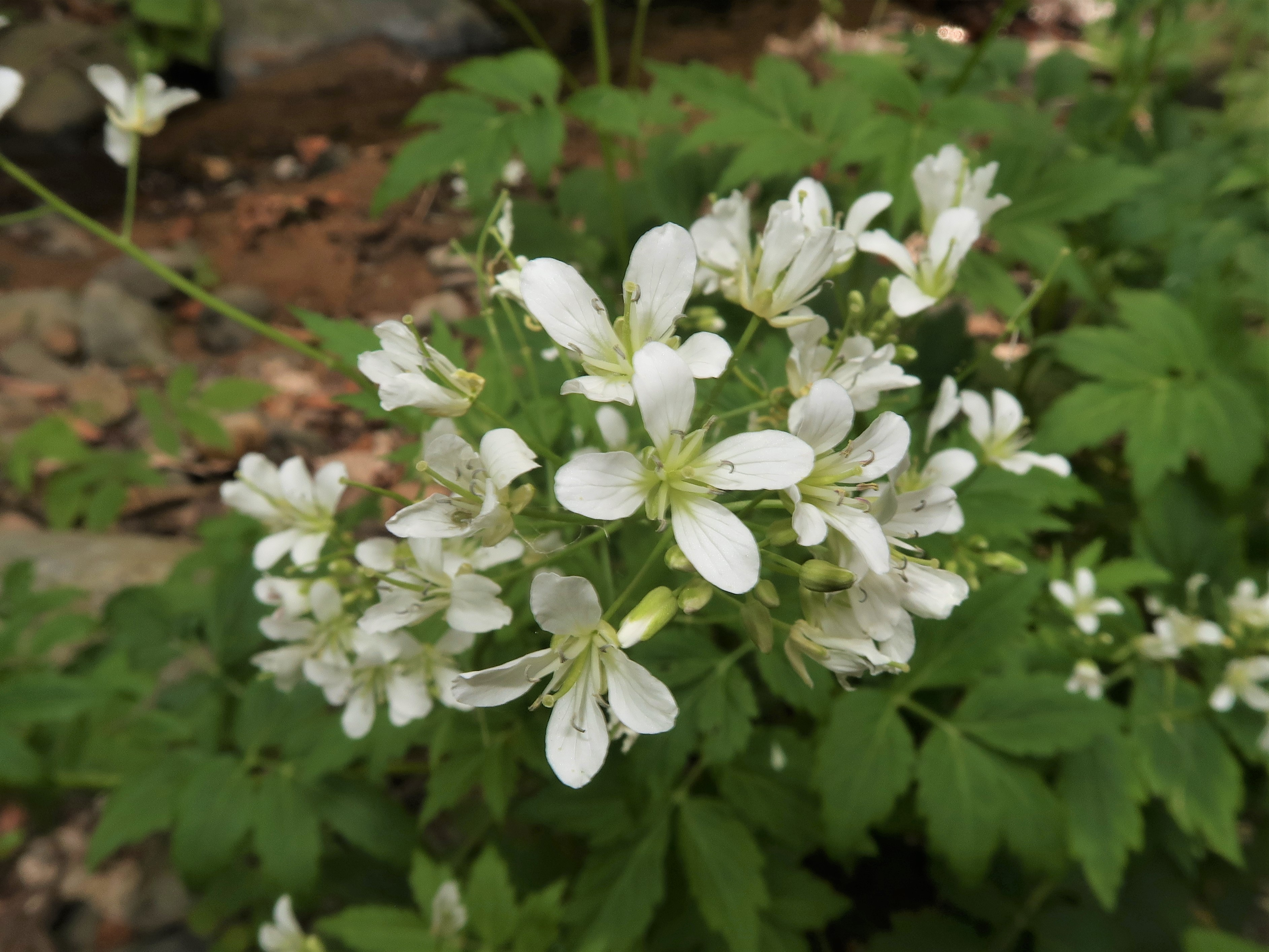
白色の十字形の4弁花をつける。萼片は長卵形で緑色、花弁は長卵形で、基部は細くなる。
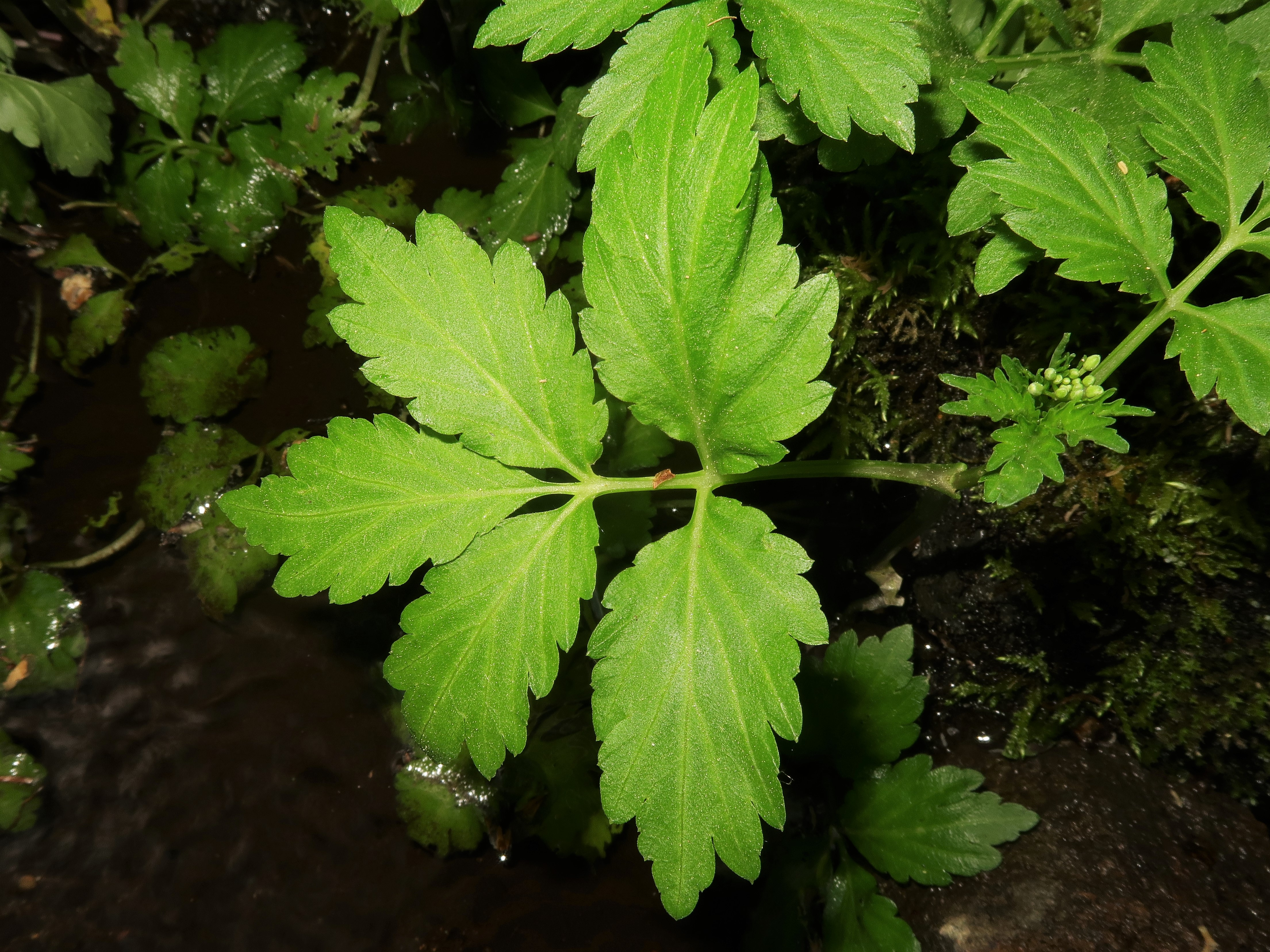
葉身は奇数羽状複葉になり、小葉はふつう5個で卵形から卵状楕円形になる。
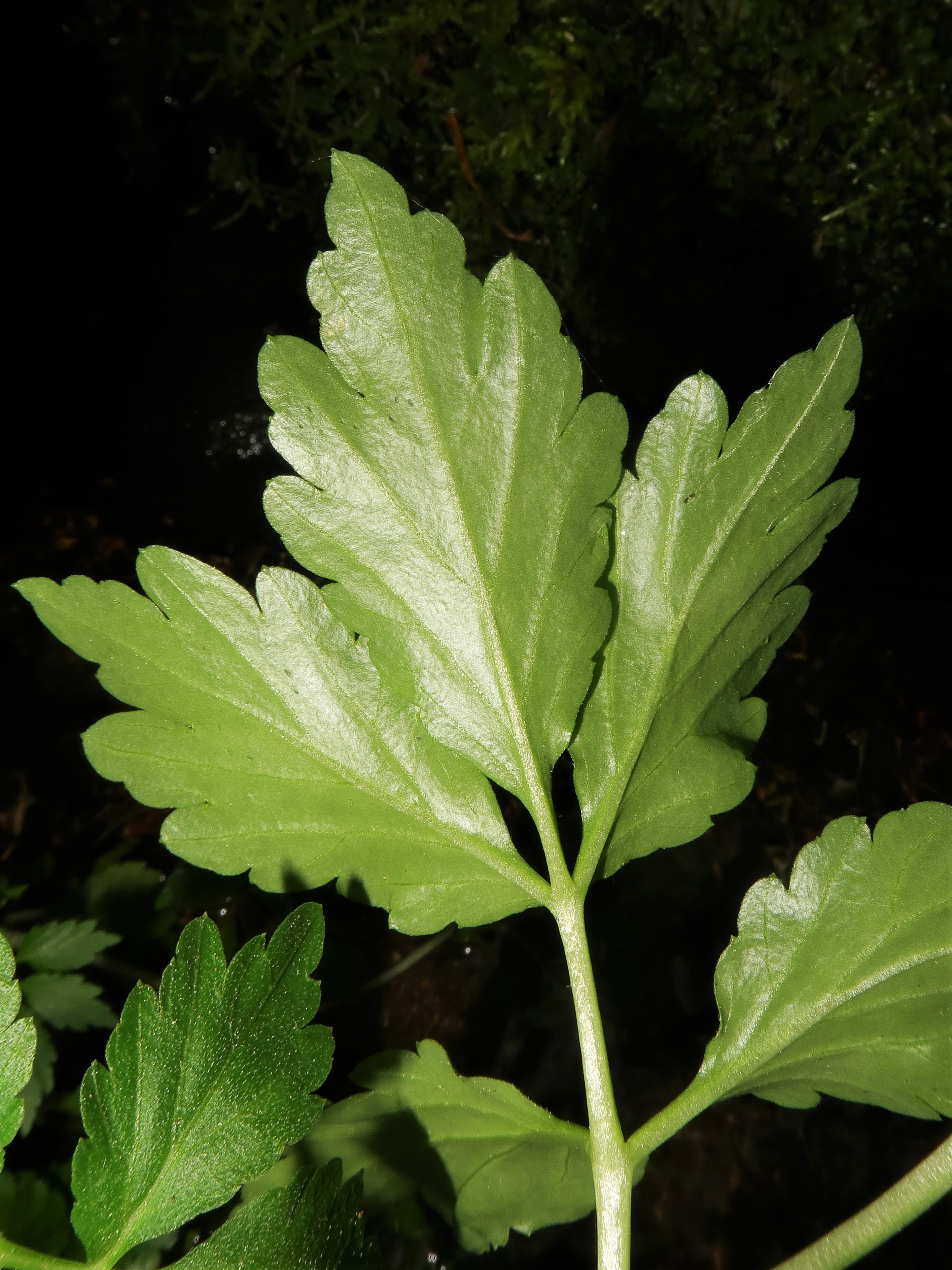
小葉の裏面は無毛。
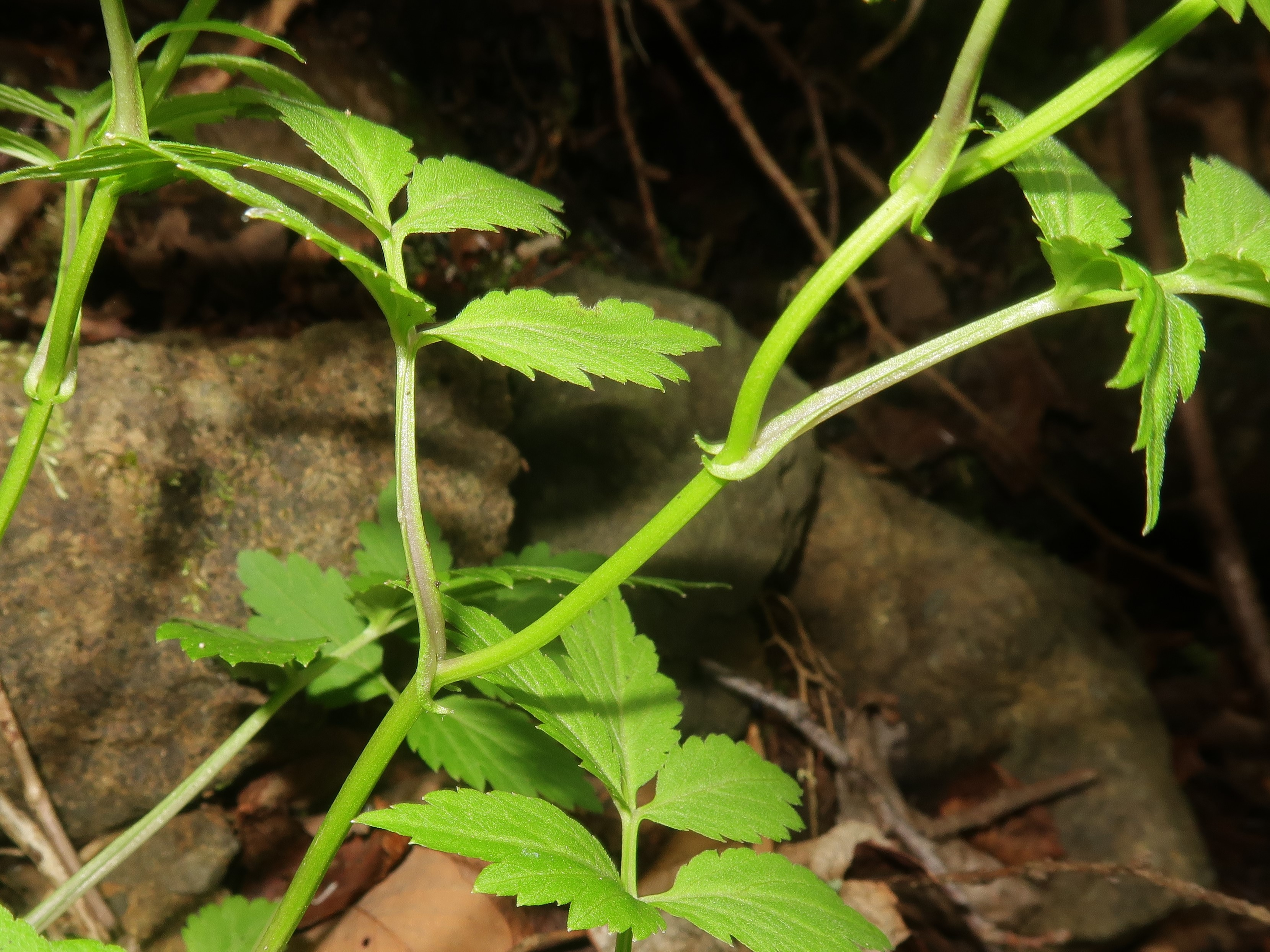
茎は無毛でややジグザグに曲がり、葉柄の基部が小さい耳状に広がって茎を抱く。